# Schismaderma carens
Genre
Espèce
Synonymes
- Bufo carens Smith, 1848
- Schismaderma lateralis Smith, 1849

Statut de conservation UICN

 LC  : Préoccupation mineure
Schismaderma carens, unique représentant du genre Schismaderma, est une espèce d'amphibiens de la famille des Bufonidae.

## Répartition
Cette espèce se rencontre :
- dans le sud du Kenya ;
- en Tanzanie ;
- au Mozambique ;
- au Malawi ;
- en Zambie ;
- dans le sud de la République démocratique du Congo ;
- dans l'est de l'Angola ;
- dans l'est de la Bande de Caprivi en Namibie ;
- au Botswana ;
- au Zimbabwe ;
- au Swaziland ;
- en Afrique du Sud.

Sa présence est incertaine au Lesotho.

## Description

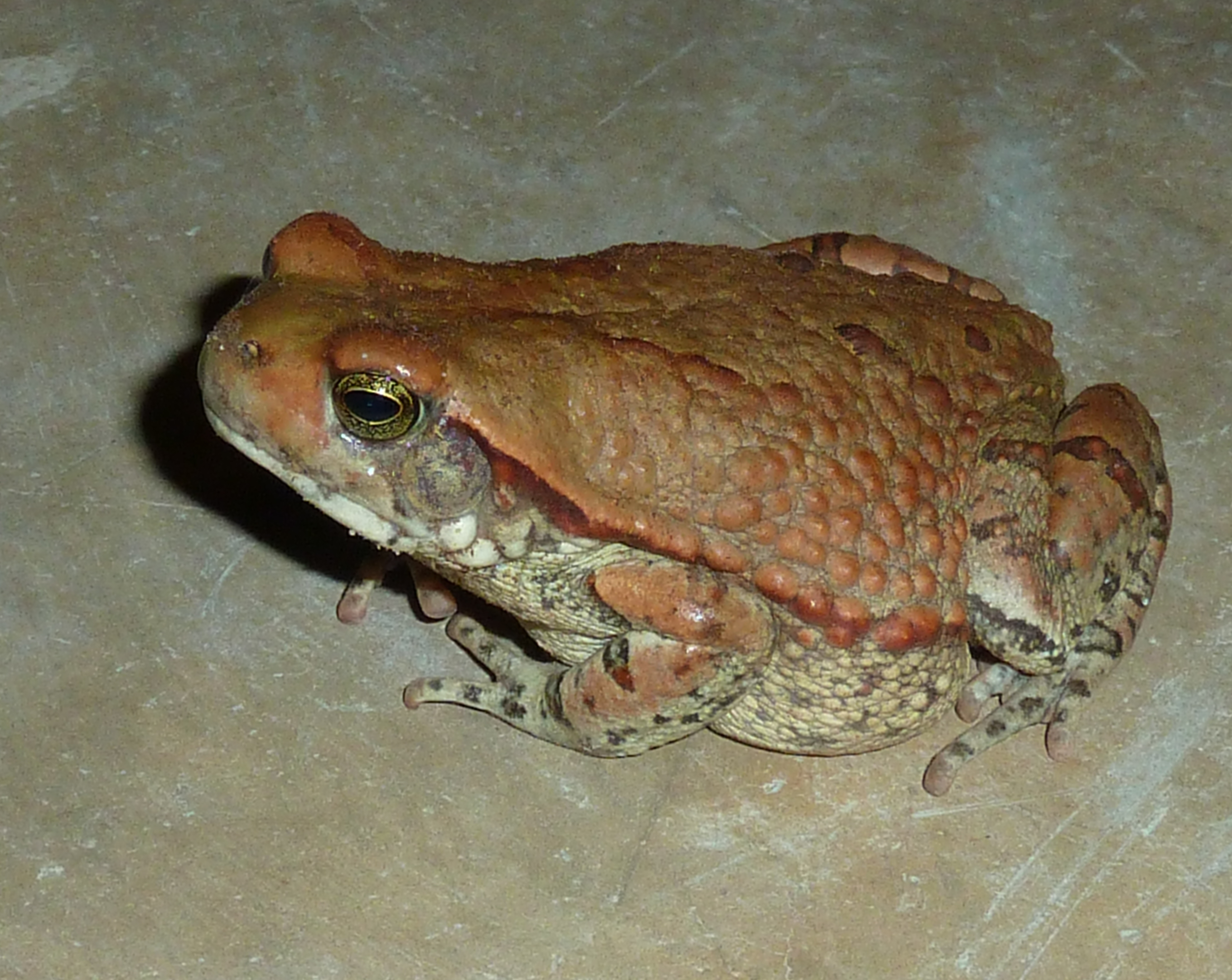
Schismaderma carens

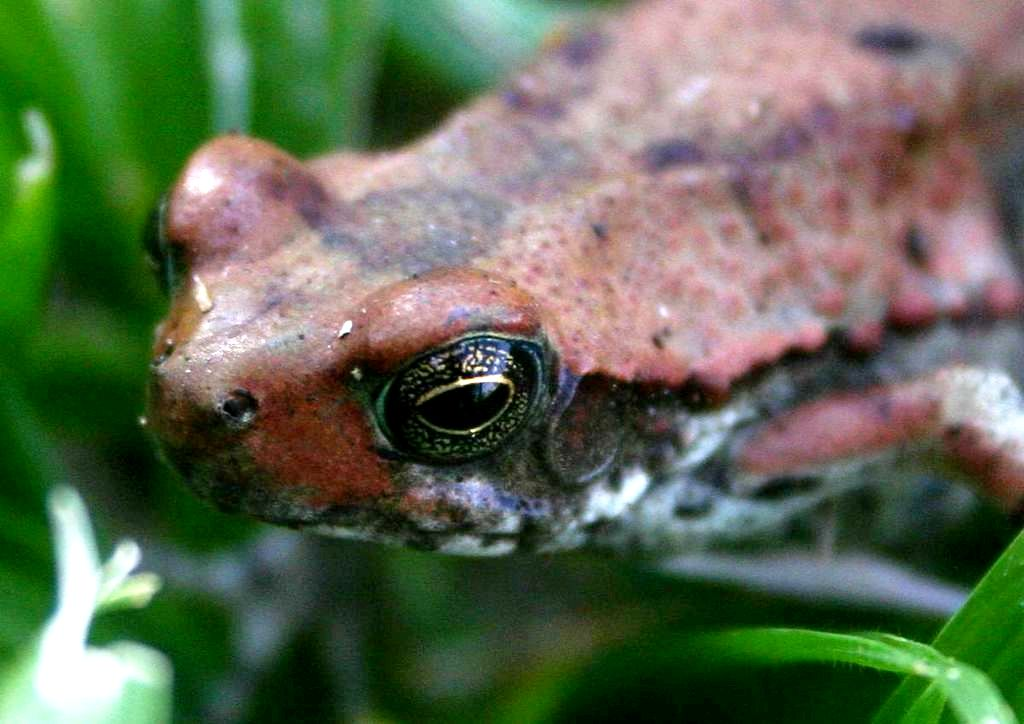
Schismaderma carens

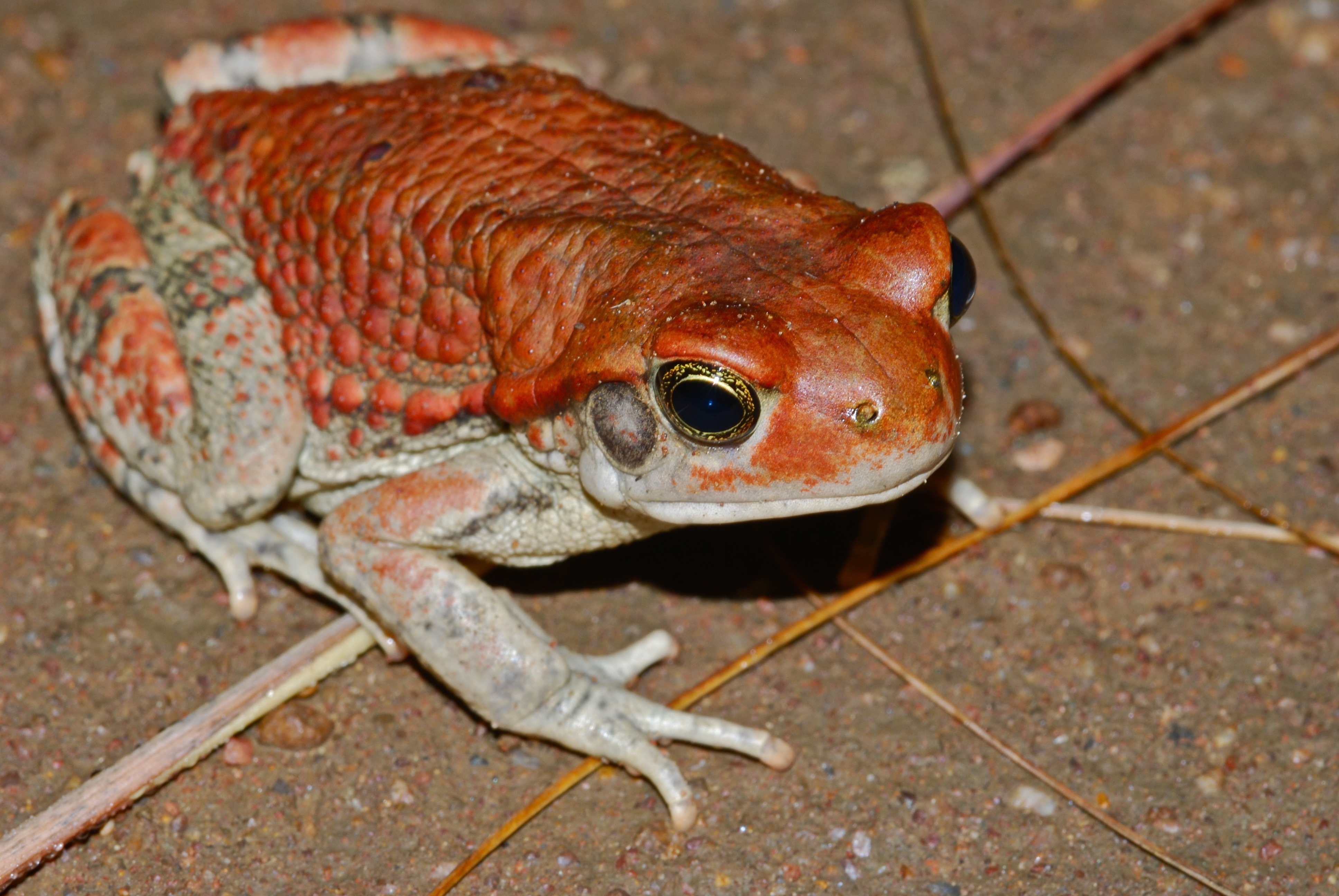
Schismaderma carens (Réserve de chasse Pilanesberg, Afrique du Sud)

Les mâles mesurent jusqu'à 88 mm et les femelles jusqu'à 92 mm.

## Publications originales
- Smith, 1848 : Illustrations of the Zoology of South Africa; Consisting Chiefly of Figures and Descriptions of the Objects of Natural History Collected during an Expedition into the Interior of South Africa, in the Years 1834, 1835, and 1836. vol. III. Reptilia. Part 28 Errata sheet. London: Smith, Elder, & Co.
- Smith, 1849 : Illustrations of the Zoology of South Africa; Consisting Chiefly of Figures and Descriptions of the Objects of Natural History Collected during an Expedition into the Interior of South Africa, in the Years 1834, 1835, and 1836 . vol. III. Reptilia. Part 27. London: Smith, Elder, & Co.